# Bulbophyllum baculiferum
Bulbophyllum baculiferum är en orkidéart som beskrevs av Henry Nicholas Ridley. Bulbophyllum baculiferum ingår i släktet Bulbophyllum och familjen orkidéer. Inga underarter finns listade i Catalogue of Life.